# Tuy (Burkina Faso)
Pour les articles homonymes, voir Tuy et Tui.
Le Tuy ou Tui est une des 45 provinces du Burkina Faso située dans la région des Hauts-Bassins.

## Départements

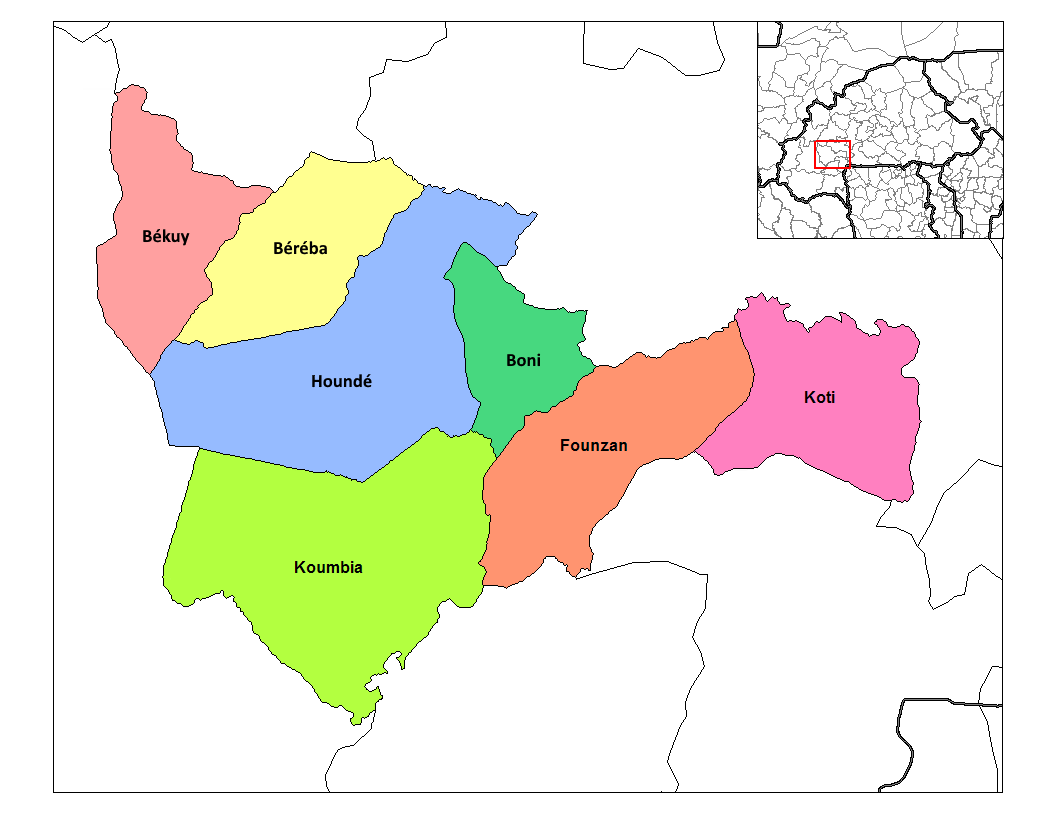
Départements du Tuy.

La province du Tuy compte 7 départements : 
- Békuy,
- Béréba,
- Boni,
- Founzan,
- Houndé,
- Koti,
- Koumbia.

## Démographie
- 160 249 habitants en 1997
- 224 159 habitants en 2006
- Chef-lieu : Houndé (21 830 habitants en 2006).